# Mont Saint Gwinear
Le mont Saint Gwinear est une montagne du Victoria, en Australie, située au nord-est du parc national Baw Baw dans le haut Gippsland. C'est un endroit apprécié des familles à la recherche de sports de neige bon marché et facilement accessibles ainsi que des skieurs de fond. Son appartenance au plateau du mont Baw Baw lui permet d'avoir une vaste zone exploitable. La station de ski alpin du mont Baw Baw est à environ 9 kilomètres au sud-ouest du sommet et est accessible par des sentiers de promenade.